# Траката (квартал на Варна)
„Траката“ е квартал на Варна. Част е от район Приморски.
Кварталът е разположен по цялото протежение на бул. „Княз Борис I“ между квартал „Бриз“ и курорта Константин и Елена, северно от резиденция Евксиноград, граничи с квартал „Виница“.
След Константин и Елена вилната зона продължава в посока курорта Златни пясъци.
Местността Траката граничи на юг с главния път Варна – Златни пясъци, а на север – с международното шосе Варна – ГКПП Дуранкулак. В близост са още почивната станция на МВР и „Грандхотел Варна“.